# Museo de Cannabis (Japón)
El Museo de Cannabis (en japonés: 大麻博物館, Taima Hakubutsukan) fue establecido en Nasu, Prefectura de Tochigi, Japón, en 2001 por Junichi Takayasu, la autoridad primaria japonesa de la historia de cannabis en Japón.